# Bernard Berg
Bernard Berg (francès: Benny Berg)  (Dudelange, 14 de setembre de 1931 - 21 de febrer de 2019) fou un polític i sindicalista luxemburguès.
A la dècada de 1970, Berg va ser un destacat membre del LSAP, amb escó a la Cambra de Diputats de Luxemburg i al consell comunal de Dudelange. Quan el diputat Raymond Vouel va deixar el govern per unir-se a la Comissió Europea, Berg va prendre el lloc de Vouel al gabinet Thorn com viceprimer ministre sota Gaston Thorn, amb el mateix càrrec va ser també en el nou govern de Pierre Werner.